# シェール・エンドゥール
- シェール・エンドゥール
- シェール・ンドゥール

シェール・エンドゥール（Cher Ndour, 2004年7月27日 - ）は、イタリア・ロンバルディア州ブレシア出身のサッカー選手。ACFフィオレンティーナ所属。ポジションはMF。

## クラブ経歴
地元のアマチュアクラブでサッカーを始め、ブレシア・カルチョとアタランタBCのユースを経て2020年7月31日、SLベンフィカへ移籍した。加入2シーズン目の2021-22シーズンからBチームで出場機会を掴み始め、2023年3月18日、プリメイラ・リーガのヴィトーリア・ギマラインス戦にて後半終了間際から途中出場してトップチームデビューを飾った。
2023年7月12日、リーグ・アンのパリ・サンジェルマンFCへ移籍し、5年契約を結んだ。
2024年1月29日、SCブラガにレンタル移籍した。
2024年8月13日、ベシクタシュJKにレンタル移籍した。
2025年2月3日、ACFフィオレンティーナに完全移籍。詳細については非公表だが、Football Italiaによれば2029年6月までの契約が結ばれ、移籍金として500万ユーロがPSGに支払われる一方でPSGは引き続き保有権の50%を有し、将来の移籍時に移籍金の50%を受け取ることができるとされている。

## 代表経歴
2019年からイタリアの世代別代表でプレーしており、2023年7月にはU-19イタリア代表としてUEFA U-19欧州選手権2023へ出場し、優勝に貢献した。

## タイトル

### クラブ
ベンフィカ
- プリメイラ・リーガ : 1回 (2022-23)
- UEFAユースリーグ : 1回 (2021-22)

### 代表
U-19イタリア代表
- UEFA U-19欧州選手権 : 1回 (2023)